# كويدتش عبر العصور
«كويديتش عبر العصور» هو كتاب صدر عام 2001، من تأليف الكاتبة البريطانية ج. ك. رولينغ باسم مستعار هو «كينيلوورثي ويسب»، يتعلق موضوع الكتاب بلعبة كويدتش الخيالية التي ابتكرتها رولينغ في سلسلة روايات هاري بوتر. من المفترض أن يكون كتاب كويدتش عبر العصور نسخة مكتبة هوغوورتس عن كتاب غير خيالي يحمل نفس العنوان، وذُكر في العديد من روايات سلسلة هاري بوتر. تعود أرباح الكتاب بالنفع على جمعية «كوميك ريليف الخيرية» التابعة لهيئة الإذاعة البريطانية BBC، إذ يعود ريع أكثر من 80% من ثمن كل نسخة تباع من الكتاب مباشرة إلى الأطفال الفقراء في أماكن مختلفة في جميع أنحاء العالم. بلغت مبيعات هذا الكتاب مع الكتاب المرافق له «الوحوش المذهلة وأين تجدها» ما يقدر بـ 17 مليون جنيه أسترليني.

## ملخص
صاغت رولينج في عام 2001 كتابين اثنين مصاحبين لسلسلة هاري بوتر، وهما «كويدتش عبر العصور» و «الوحوش المذهلة وأين تجدها» للجمعية الخيرية البريطانية ولفرعها المختص بالتوزيع المباشر للمعونات «جمعية كوميك ريليف»، وعادت أرباح جميع النسخ المباعة إلى هذه الجمعية. تشير التقديرات إلى وصول أرباح جمعية كوميك ريليف من النسخ المباعة من هذه الكتب، حتى شهر يوليو من عام 2008، إلى أكثر من 30 مليون دولار. أصبح الكتابان من ذلك الحين متاحان بنسخٍ ورقية.

### المحتويات
- مقدمة
- الفصل الأول: تطور عصا مكنسة الطيران.
- الفصل الثاني: ألعاب المكنسة القديمة.
- الفصل الثالث: اللعب من مستنقع كويدتش.
- الفصل الرابع: وصول الواشي الذهبي.
- الفصل الخامس: الإجراءات الاحترازية لصد اللاعب العادي.
- الفصل السادس: التغيرات التي طرأت على لعبة الكويدتش منذ القرن الرابع عشر.
- الفصل السابع: فريقا لعبة الكويدتش في بريطانيا وإيرلندا.
- الفصل الثامن: انتشار لعبة الكويدتش في جميع أنحاء العالم.
- الفصل التاسع: تطوير مكنسة السباق.
- الفصل العاشر: لعبة الكويدتش اليوم.

## إعداد النسخة الصوتية من الكتاب
سُجلت النسخة الكاملة للكتاب، بصوت أندرو لينكولن، في عام 2018. يتضمن الإصدار المسموع من الكتاب أيضًا أكثر من ساعة ونصف من التسجيلات لمحتوى إضافى، بما في ذلك، «تاريخ كأس العالم في لعبة الكويدتش» –المقطع الذي ألفته ج. ك. رولينغ عام 2014، وسُجل بصوت أندرو لينكولن أيضًا- و «تغطية الرسول اليومية لكأس العالم في لعبة الكويدتش لعام 2014» الذي ألفته ج. ك. لورينغ، وسُجل بصوت كل من «إموجين تشيرتش» على أنها «جيني بوتر»، و «أنيت بادلاند» على أنّها «ريتا سكتير».

## الكتاب الخيالي
كتب الخبير بلعبة الكويدتش الشهير «كينيدورث ويسب»، داخل عالم هاري بوتر الخيالي، كتاب «كويدتش عبر العصور».
إنه الكتاب النهائي الجامع لتاريخ وتعقيدات لعبة كويدتش كلها، في كل من العالمين الخيالي والحقيقي، كما أنه بمثابة كاتالوج للعديد من فرق لعبة كويدتش البريطانية. عندما قبض سيفيروس سنيب على هاري بوتر خارج المدرسة في النسخة الأولى من سلسلة روايات هاري بوتر التي حملت عنوان «هاري بوتر وحجر الفيلسوف»، صادره منه، ووضع قانونًا خاصًا بمدرسة هوغوورتس يمنع فيه الطلاب من اصطحاب الكتب معهم خارج الحرم المدرسي.

### كينيلوورثي ويسب
يعتبر كينيلوورثي ويسب، داخل عالم هاري بوتر، خبيرًا في لعبة كويدتش ومتعصبًا لها، كتب العديد من الكتب حول هذه الرياضة. يعيش ويسب في مدينة نوتنغهامشير، حيث يضع برنامج عمله وحياته بالاعتماد على توقيت لعبة فريق «ويغتاون وينديريرز»، وتشتمل هواياته على لعبة الطالولة، وفن الطبخ النباتي، وجمع المكانس اليدوية العتيقة. يعتبر ويسب عصا المكنسة التي تُسمى «فايربولت» أفضل مكنسة على الإطلاق.

## روابط خارجية
- كويدتش عبر العصور على موقع الموسوعة البريطانية (الإنجليزية)